# Área metropolitana de Myrtle Beach-North Myrtle Beach-Conway
El Área Estadística Metropolitana de Horry, SC MSA , como la denomina la Oficina de Administración y Presupuesto, es un Área Estadística Metropolitana centrada en las ciudades de Myrtle Beach,  North Myrtle Beach  y Conway, en el estado de Carolina del Sur,  Estados Unidos,  que solo abarca el condado de Horry. Su población según el censo de 2010 es de 269.291 habitantes.

## Área Estadística Metropolitana Combinada
El área metropolitana de Myrtle Beach-North Myrtle Beach-Conway es parte del Área Estadística Metropolitana Combinada de Myrtle Beach-Conway-Georgetown, SC CSA, SC CSA junto con el Área Estadística Micropolitana de Georgetown, SC µSA;
totalizando 329.449 habitantes en un área de 5.931 km².

## Comunidades
Ciudades núcleo
- Conway
- Myrtle Beach
- North Myrtle Beach

Otras ciudades y pueblos
- Aynor
- Garden City
- Loris
- Surfside Beach
- Atlantic Beach
- Briarcliffe Acres

Lugares designados por el censo
- Bucksport
- Forestbrook
- Little River
- Red Hill
- Socastee

Comunidades no incorporadas / vecindarios
- Allsbrook
- Baxter Forks
- Bayboro
- Brooksville
- Bucksville
- Burgess
- Carolina Forest
- Cherry Grove
- Cool Spring
- Crescent Beach
- Daisy
- Galivants Ferry
- Glass Hill
- Green Sea
- Gurley
- Hand
- Hickory Grove
- Homewood
- Ingram Beach
- Ketchuptown
- Konig
- Lakewood
- Longs
- Nixonville
- Nixons Crossroads
- Ocean Drive Beach
- Pine Island
- Poplar
- Red Bluff Crossroads
- Shell
- Springmaid Beach
- Toddville
- Wampee
- Windy Hill